# Saison 1 de Tarzan
Cet article présente les vingt-deux épisodes de la série télévisée afro-américaine Les Aventures fantastiques de Tarzan.

## Distribution
- Joe Lara : John Clayton / Tarzan
- Aaron Seville : Themba
- Don McLeod : Bolgani

## Épisodes

### Épisodes 1 et 2:Le retour de Tarzan
- Canada : 28 août 1996 en syndication[1].
- France : 11 février 1997 sur M6[2].

- Andrew Divoff (Nikolai Rokoff)
- Lydie Denier (Colette de Coude)
- Dennis Christopher (Philippe d'Arnot)
- Cory Everson (Mora)
- Bill Capizzi (Ahmed)
- Linda Hoffman (Jane)
- Ralph Wilcox (Mugambi)
- Nicholas Worth (Alexis)

### Épisode 3:Tarzan et les Hommes léopards
- Canada : 28 septembre 1996 en syndication.
- France : 18 février 1997 sur M6.

- Annika Bullus (Kali)
- Nkhensani Manganyi (Tashi)

### Épisode 4:Tarzan et la Légion perdue
- Canada : 5 octobre 1996 en syndication.
- France : 18 février 1997 sur M6.

- Robert Knott (Claudius)
- Vanessa Pike (Athena)

### Épisode 5:Tarzan et le Diamant rouge
- Canada : 12 octobre 1996 en syndication.
- France : 25 février 1997 sur M6.

- Brittney Powell (Emma)
- Stephen Jennings (Docteur Albert Verpa)

### Épisode 6:Tarzan et l'Orchidée noire
- Canada : 19 octobre 1996 en syndication.
- France : 25 février 1997 sur M6.

- Gina Borthwick (Nadia)
- Sello Sebotsane (Mbeko)

### Épisode 7:Tarzan et la Malédiction
- Canada : 26 octobre 1996 en syndication.
- France : 4 mars 1997 sur M6.

- Lena Farugia (Reine Talia)
- George Lamola (Sibali)
- Kathy-Jo Ross (Nomphi)

### Épisode 8:Tarzan et la Grande Prêtresse
- Canada : 2 novembre 1996 en syndication.
- France : 4 mars 1997 sur M6.

- Renee Avenir (La Prêtresse)
- Nicole Franco (Joanna Kingsley)
- Angela Harry (Reine La)

### Épisode 9:Tarzan et la Furie de Zadu
- Canada : 9 novembre 1996 en syndication.
- France : 11 mars 1997 sur M6.

- Sello Motloung (Baktun)
- Angela Harry (Reine La)

### Épisode 10:Tarzan et la Vengeance de Zimpala
- Canada : 16 novembre 1996 en syndication.
- France : 11 mars 1997 sur M6.

- Tina Jaxa (Princesse Maklo)
- Mirron E. Willis (Zimpala)

### Épisode 11:Tarzan et le Retour de Kukulcan
- Canada : 23 novembre 1996 en syndication.
- France : 18 mars 1997 sur M6.

- Nkhensani Manganyi (Tashi)
- Meilani Paul (La prêtresse des maya)

### Épisode 12:Tarzan et le Caillou blanc
- Canada : 26 janvier 1997 en syndication.
- France : 18 mars 1997 sur M6.

- Nkhensani Manganyi (Tashi)
- Jerry Mofokeng (Vusi)

### Épisode 13:Tarzan et le Dieu de la Lune
- Canada : 2 février 1997 en syndication.
- France : 25 mars 1997 sur M6.

- Nkhensani Manganyi (Tashi)
- Natasha Sutherland (Dalen)
- Tony Caprari (Kuno)

### Épisode 14:Tarzan et la Cité interdite
- Canada : 9 février 1997 en syndication.
- France : 25 mars 1997 sur M6.

- André Jacobs (Professeur Brian Charles) (VF : Jean-Claude Montalban)
- Ashley Hayden (Helen Charles)

### Épisode 15:Tarzan et la Femme guépard
- Canada : 16 février 1997 en syndication.
- France : 14 février 1998 sur M6.

- Annika Bullus (Kali)
- David Clatworthy (Lawson)
- Jerry Mofokeng (Vusi)

### Épisode 16:Tarzan et la Colère
- Canada : 23 février 1997 en syndication.
- France : 21 février 1998 sur M6.

- Annika Bullus (Kali)
- Angela Harry (Reine La)

### Épisode 17:Tarzan et les Mahars
- Canada : 2 mars 1997 en syndication.
- France : 28 février 1998 sur M6.

- Stephen Macht (Nikolai Rokoff)

### Épisode 18:Tarzan et Amtor
- Canada : 27 avril 1997 en syndication.
- France : 7 mars 1998 sur M6.

- Stephen Macht (Nikolai Rokoff)
- Anthony Guidera (Carson Napier)
- James While (Vilor)

### Épisode 19:Tarzan et la Bête de Dunali
- Canada : 4 mai 1997 en syndication.
- France : 14 mars 1998 sur M6.

- Ian Roberts (Chef inspecteur Hansen)
- Juliana Venter (Mary)
- Time Winters (Docteur Wheeler)

### Épisode 20:Tarzan entre la vie et la mort
- Canada : 11 mai 1997 en syndication.
- France : 21 mars 1998 sur M6.

- Lucie Laurier (Beatrice Dubois)

### Épisode 21:Tarzan et le Mystère du lac
- Canada : 18 mai 1997 en syndication.
- France : 28 mars 1998 sur M6.

- Frank Opperman (Lyle Drake)
- Jill Sayre (Alfie)

### Épisode 22:Tarzan et le Cirque de la Mort
- Canada : 25 mai 1997 en syndication.
- France : 4 avril 1998 sur M6.

- Alex Ferns (Jimmy Dorgo)
- Patrick Lyster (Clive Hemsley)
- Sechaba Morojele (Hatooki)